# Teatro di San Carlo
A Teatro di San Carlo (magyarul San Carlo operaház) Nápoly operaháza, Olaszország egyik legjelentősebb zenei intézménye. III Bourbon Károly megbízásából építette Giovanni Antonio Medrano és Angelo Carasale 1737-ben, mindössze nyolc hónap alatt. Az operaházat 1737. november 4-én, a király hivatalos névnapján nyitották meg Domenico Sarro Achille in Sciro operájával. 1816-ban egy tűzvész után teljesen újjáépítették. Azt követően kisebb-nagyobb átalakítási és bővítési munkálatokat végeztek rajta. Az operaházban számos híres zeneszerző bemutatójára került sor, számos énekes karrierjének kiindulópontját jelentette.

## Építésének története

### Az első operaház
A San Carlo operaház építése összefüggésben volt a 18. század eleji nagy városrendezési munkálatokkal, amelyeket I. Károly rendelt el Nápolyban. A király parancsára 1737. március 11-én kezdődtek el az új királyi operaház építésének munkálatai. A Real Teatro di San Carlót Európa legszebb és legnagyobb operaházának szánták és egyben a Nápolyi Királyság fővárosa legjelentősebb intézményének. A színháznak az időben jelentős szerepe volt, hiszen az arisztokrácia gyülekezőhelyének számított, ugyanakkor az udvari reprezentáció egyik fő eszköze volt grandiózus rendezvényei révén. Az első nápolyi színházat, a Teatro Bartolomeót 1620-ban építették Ognatte alkirály parancsára, nem messze annak palotájától, a spanyol Nápoly (a mai Quartieri Spagnioli) szívében, a mai Santa Maria delle Grazie-templom helyén. A király nem kedvelte ezt a színházat, mivel távol eset a palotájától illetve azért, mert nehezen volt megközelíthető hintóval. Ugyanakkor a mindössze 300 férőhelyes színház nem biztosított elegendő helyet az udvarnak. 1736-ban a király megvásárolta és lebontatta a színházat, a faszerkezetet viszont megőriztette, hogy új színházának páholyaihoz felhasználhassák. A lebontott színház helyére egy templomot építtetett.
Az új színház megépítésével Giovanni Antonio Medrano építészt bízta meg, valamint Angelo Carasalét. Az épületet rendkívül rövid idő, mindössze nyolc hónap alatt építették meg 100 000 aranydukátért. Ebből az összegből 20 000 dukátot a király biztosított, 12 000 dukát származott a régi színház lebontásából, a többit adóként szedték be a város lakosságától. Az új színházat a királyi palota északi szárnyához építették, hogy a király ne az utcán át közelítse meg a házat, ezáltal számos már ottlévő kisebb épületet lebontottak. A színház nézőtere az eredeti elképzelések alapján 28,6 méter hosszú, 22,5 méter széles volt, 184 páhollyal hat szinten rendezve, valamint egy királyi páhollyal, összesen 1379 férőhellyel. Mivel a ma álló színház többszörös újjáépítések eredménye, ezért csak néhány korabeli festmény tanúskodik az eredeti épület kinézetéről. A korabeli rajzok és festmények arról tanúskodnak, hogy a színház a római Teatro Argentina mintájára épült fel, amelyet 1732-ben építettek. A színház alaprajza azonban leginkább a spanyol negyedben álló Teatro Nuovóhoz hasonlított, amelyet szintén Angelo Carasale épített 1724-ben Domenico Antonio Vaccaro tervei alapján. Az eredeti színházról a francia Gabriel Pierre Martin Dumont is készített egy rajzot az Encyclopédie számára. Ezek arról tanúskodnak, hogy a színház épülete három részből áll, egy az utcára néző és a lépcsőket magába foglaló részből, egy második, kétemeletes részből, amelyből a királyi páholy és földszinti nézőtér volt megközelíthető, valamint a grandiózus nézőtér hat szinten elrendezett páholyokkal. Az egész épületet egyetlen összefüggő fatető borította.  A nézőtér megnyújtott félkör alakú volt és az utca szintjéhez képest három méterrel magasabban állt. Az épülethez két melléképület csatlakozott, az egyikben (nicchione) tárolták a díszleteket és jelmezeket, a nyugati oldali épület biztosította a közlekedést a királyi palota és a színház között valamint itt voltak a színészek öltözői is. Az épület teljes egészében kőből és téglából épült kivéve a tetőt és a burkolatokat, amelyek fából készültek. A nézőtér mennyezetét Michele Foschini festette, a belső díszítéseket pedig európai hírű mesterek alkották meg, többek közt a svéd Carl Fredrik Adelcrantz, akinek nevéhez fűződnek az ulriksdali és drottningholmi királyi színházak építése.
Az új színház 1737. november 4-én nyitotta meg a kapuit Domenico Sarro Achille in Scirro (Akhilleusz Küroszban) című művével, melynek szövegkönyvét Metastasio írta. A szerzőt 200 aranydukáttal jutalmazták ezért az operáért. Az előadás zenekarát maga a zeneszerző vezényelte, a baletteket Gaetano Grossatesta állította színre, a díszleteket pedig Pietro Righini tervezte. A kor hagyományaihoz híven Akhilleuszt nadrágszerepben Vittoria Tessi énekelte, a primadonna Anna Peruzzi szoprán volt, őt Angelo Amorevoli tenor kísérte.
1742-ben Giovanni Maria Galli Bibiena vezetésével átalakításokat végeztek a színház akusztikájának javítása érdekében. 1747 novemberében, Fülöp trónörökös születése alkalmával Vincenzo Re, a ház díszletfestője hatalmas bálteremmé alakíttatta át a nézőteret. Erre az alkalomra készült tervek is hozzásegítettek az eredeti színházról alkotott kép kialakulásához.
1767-ben I. Ferdinánd és ausztriai Mária Karolina házassága alkalmával Ferdinando Fuga építész tervei alapján felújították a színházat. A belső díszítések felújítása mellett a nézőteret nyolc proszcénium-páhollyal bővítették. 1777-ben ugyancsak Fuga tervei alapján restaurálták a színpad díszítéseit. 1797-ben Mária Klementina osztrák főhercegné, Ferenc trónörökös jövendőbeli felesége érkezése alkalmával Domenico Chelli építész úgy döntött, hogy felújítja a színházat. Többek közt a Fuga által beszerelt tükröket távolította el.
1799-ben a Parthenopéi Köztársaság idején a színház felvette a Teatro Nazionale nevet, jelezve azt, hogy a királyság csillaga leáldozott. A tiszavirág életű forradalmi köztársaságot követően a franciák szerezték meg a királyságot és a trónra Bonaparte József, majd Joachim Murat került. Murat uralkodása idején Antonio Niccolini építészt bízták meg a színház restaurálásával. A munkálatokat 1809. november 4-én kezdték el. A leglényegesebb változás egy előcsarnok megépítése volt a főbejárat elé a hintóval érkezők számára. Az eddigi lépcsőházakat átépítették, előcsarnokokkal bővítve azokat. A középső szinten egy társalgót létesítettek, a harmadik szinten játéktermeket létesítettek. Az előcsarnokot tizennégy travertinből készült oszlop díszítette, az oromzatot pedig Parthenopé szobra. A homlokzatra többek közt híres személyek (Alfieri, Metastasio, Goldoni, Pergolesi, Iommelli, Piccinni) szobrai kerültek.
1812-ben ismét felújították a nézőteret, ekkor csökkentették le a páholyok mellvédfalának a magasságát is és ekkor festették meg a mennyezetet díszítő Az ember megdicsőülése című freskót. Ekkor épült meg a színpad alatti árok.

### Az átépítés után

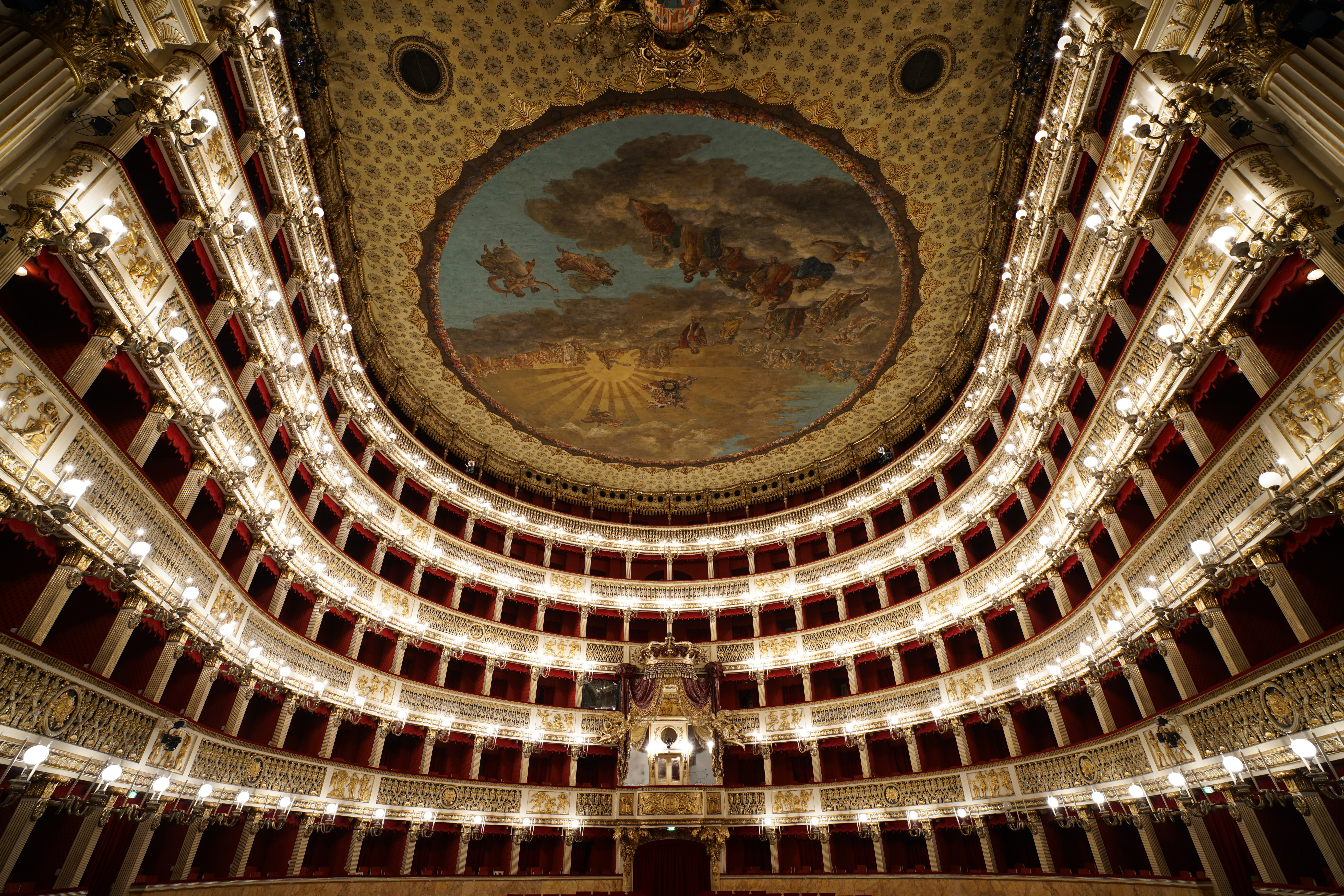
Nézőtér

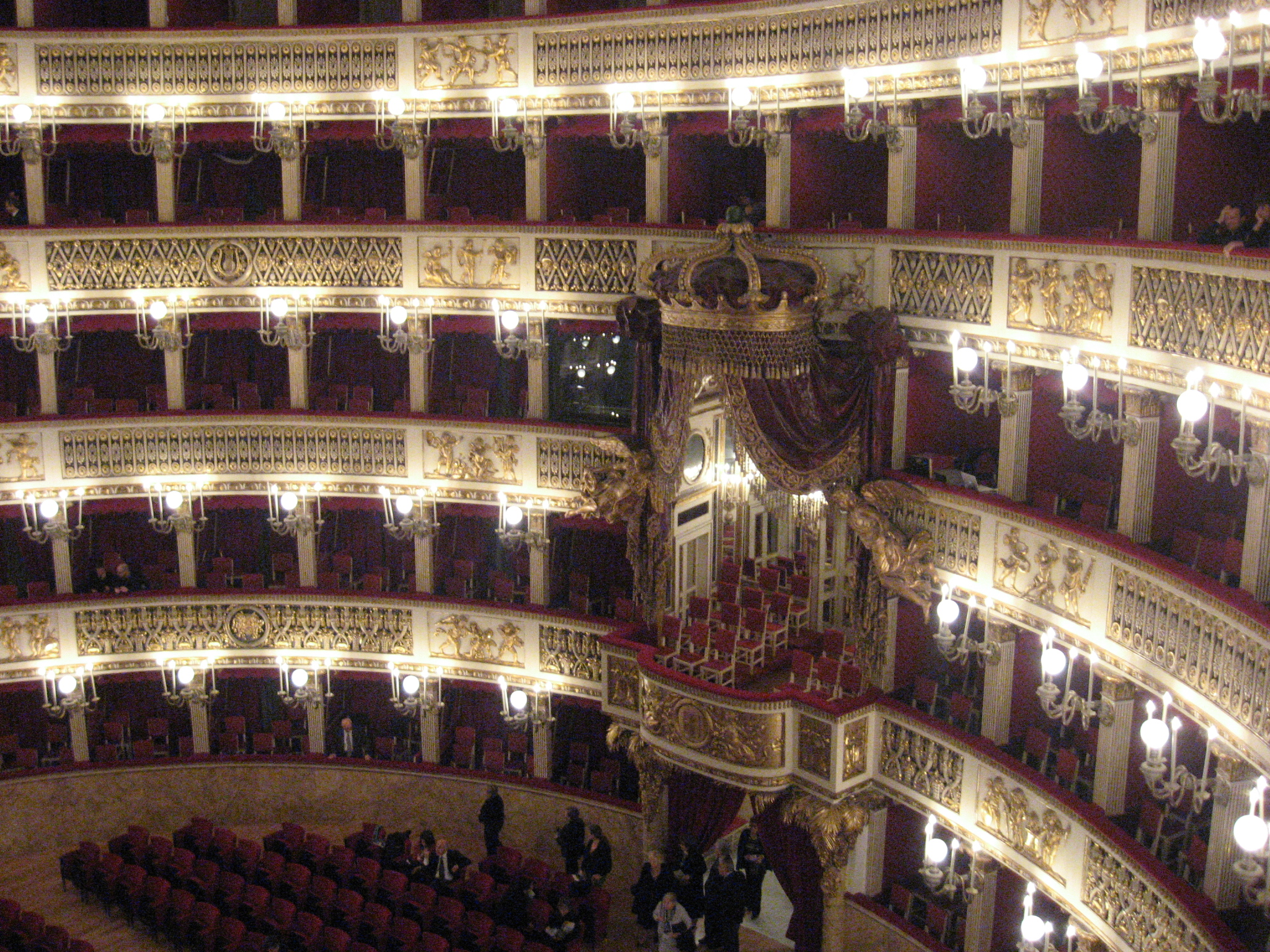
Nézőtér

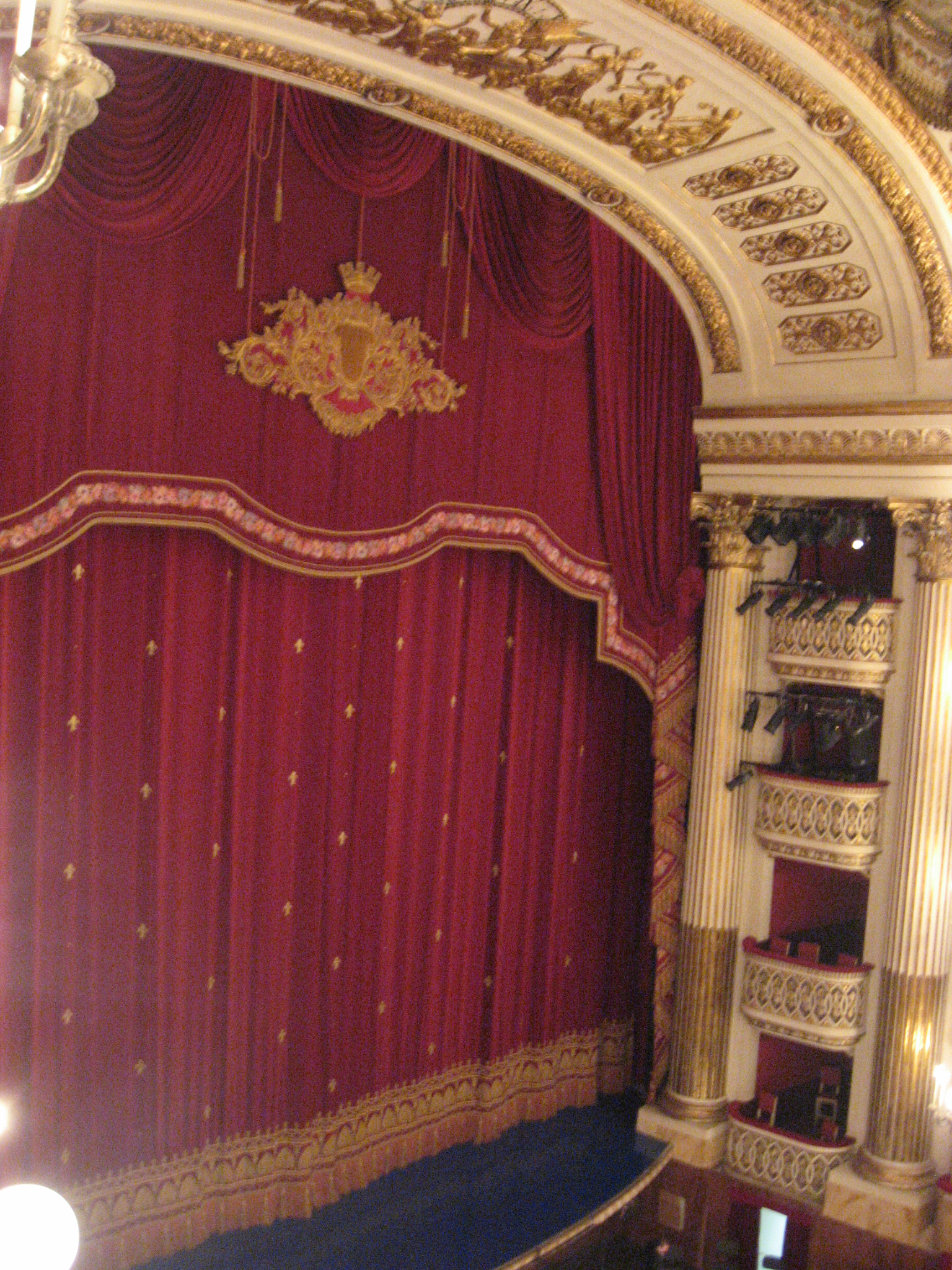
Színpad

1816. február 13-án tűz ütött ki és a ház nagy része elpusztult. Hat nappal később a király felkérte Antonio Niccolini építészt, hogy építse újra a színházat. A színházat az eredeti tervek figyelembe vételével építették újjá, de sokkal díszesebben. A páholyok falait ezüstözött domborművekkel díszítették. A királyi páholy megnagyobbították. A mennyezetre új freskó került, Giuseppe Cammarano alkotása: Apollón bemutatja Minervának az első görög és olasz költőket Homérosztól Alfieriig. A színpadi gépezetet Giacomo Pregliasco tervezte. A színpad mögött újabb tereket hoztak létre a színészek számára, a nyugati oldalon pedig pihenőhelyiségeket. A munkálatokat Domenico Barbaja a színház igazgatója felügyelte. Az új épület nézőtere 24 m széles, 25 m hosszú és 22,83 m magas lett. Az új színházban 2500 férőhelyet alakítottak ki és 158 páholyt. Az új színház megnyitó előadására 1817. január 12-én került sor Simone Mayr Il sogno di Partenope (Parthenopé álma) című művével.
1822-ben I. Ferdinánd nápoly–szicíliai király jóváhagyta, hogy a városi nemesség kaszinót rendezzen be az épület földszinti termeiben valamint a piano nobile szintjén. 1824-ben Antonio Niccolini felügyelete alatt átalakították a páholyok elrendezését, majd tíz évvel később a ismét nagyszabású restaurálási munkálatokra került sor ugyancsak Niccolini vezetésével. 1838-ban lebontották a színház nyugati oldalánál álló régi alkirályi palotát, majd 1840-ben bevezették a gázvilágítást. Négy évvel később II. Ferdinánd megbízta Niccolinit, hogy cseréltesse le a kék szövetburkolatokat pirosra, a dekorációt pedig ezüstbevonatról aranyozásra cserélték. Ebben az évben fejezte be Francesco Gavaudan és Pietro Gesuè a nyugati homlokzat kialakítását, amely láthatóvá vált az alkirályi palota elbontása után. 1854. június 28-án II. Ferdinánd elrendelte a nézőtér felújítását, ekkor cserélték le acélvázasra a meglévő fából készült székeket és ekkor készült el Giuseppe Mancielli és Salvatore Fergola közreműködésével a Parnasszust ábrázoló függöny.
A Nápolyi Királyság felszámolása után, 1863-ban a helyi nemesi egyesülettől, az Accademia dei Cavalieritől megvonták a kaszinórendezési jogot és a felszabadult termeket az újonnan megalapított Casino dell’Unione (Az Egyesülés Kaszinója) kapta meg. Fontosabb módosítás volt 1872-ben a zenekari árok módosítása Verdi javaslatára, majd 1890-ben a villanyáram bevezetése illetve a központi kandeláber felszámolása valamint a foyer  és az új öltözők kialakítása. 1875-ben a városi tanács által felállított műszaki vizsgálóbizottság megállapította, hogy az épület falai statikai szempontból rendben van, de a tető sürgős átépítésre szorul a beszivárgó esővíz romboló munkája miatt. A tetőátépítést (a fa tartószerkezet cseréjét) Carlo Martinez olasz mérnök vezette.
1887-ben királyi határozat révén Nápoly színházai, így a San Carlo is átkerültek a város felügyeletébe. 1927-ben Mario Folinea mérnök vezetésével ismét felújították a tetőt és a fa tartógerendákat átcserélték vasbeton tartóoszlopokra. Az épület tetejére galvanizált lemezből valamint agyagtéglákból készítettek új tetőt. Ekkor építették meg a biztonsági vasfüggönyt, valamint a proszcénium páholyok mögötti lépcsőházakat is ekkor alakították ki. 1937-ben az épület kicsinyek bizonyult az ott székelő kaszinó számára, ezért a keleti oldalon, a királyi kertekbe benyúló, teraszos, egyszintes épületet húztak fel Michele Platania tervei alapján. 1940-ben kisebb átalakításokat végeztek a nézőtéren az akusztika feljavítása érdekében. Röviddel ezután, a második világháború kitörése miatt az operaházat bezárták. 1943. augusztus 4-én a új kaszinóépületet bombatalálat érte. A San Carlo 1944. május 15-én nyitotta meg ismét kapuit Verdi Aida című operájával. Súlyos pusztítást okozott az épületben az 1980-as lukániai földrengés, de ezek még nem indokolták az épület bezárását. A teljes felújítást 1989 szeptemberében kezdték meg szem előtt tartva elsősorban a tűzbiztonsági előírásokat. Megerősítették a páholyok tartószerkezetét, felújították a teljes elektromos hálózatot, tűzálló szövetekkel borították a székeket, a mozgássérültek számára felépítették a felvonókat, felújították a színpadgépezetet és átalakították a zsöllyék székeinek elhelyezését. Ezen munkálatok elvégzése után a színház 1990. április 13-án nyitotta meg ismét kapuit Carl Orff Carmina Burana című művével. Azt ezt követő években kisebb módosításokat végeztek csak: felújították az elektromos elosztókat, konszolidálták a tetőt.

## A nápolyi opera aranykora
A maga idejében a nápolyi opera Európa-szerte nagy hírnévnek örvendett, nemcsak a vígopera  (opera buffa), hanem a drámai opera (opera seria) terén is. Híres nápolyi vagy Nápolyban alkotó zeneszerzők voltak: Francesco Feo, Nicola Porpora, Tommaso Traetta, Niccolò Piccinni, Pasquale Anfossi, Niccolò Jommelli, Domenico Cimarosa, Giovanni Paisiello és Niccolò Antonio Zingarelli. Nápoly az európai zene központja volt, számos zeneszerző a San Carlot tartotta karrierje csúcsának: Johann Adolph Hasse, Joseph Haydn, Johann Christian Bach és Christoph Willibald Gluck.
1815 és 1822 között Gioacchino Rossini volt az opera karmestere és művészeti vezetője. Több operáját is itt mutatták be: Angliai Erzsébet (1815), Az újság, Otello (1816), Armida (1817), Mózes Egyiptomban, Ricciardo és Zoraida (1818), Ermione, Bianca és Falliero, Eduardo és Cristina, A tó asszonya (1819), II. Mohamed (1820) és Zelmira (1822).
A Zelmira megírása után Rossini elhagyta Nápolyt szerelmével Colbrannal (aki előzőleg a színház impresszáriójának volt Domenico Barbajának volt szeretője). A pár rövid idő múlva összeházasodott. Rossini távozása után, Barbaja Gaetano Donizetti-t tette meg igazgatónak. 1822 és 1838 között Donizetti tizenhat operát írt a San Carlo számára: Stuart Mária (1834), Devereux Róbert (1837), Polyutus (1838) valamint a világhírű Lammermoori Luciát (1835).
Vincenzo Bellini, szicíliai zeneszerző első művének (Bianca e Gernando) bemutatójára szintén a San Carlóban került sor. Verdi nevéhez fűzödik az Oberto, San Bonifacio grófja 1841-es bemutatója. A második operáját, a Luisa Millert utolsó pillanatban tiltották be a cenzorok 1849-ben. A 19-20. század fordulóján az operaház falai közt megfordult többek között Giacomo Puccini, Pietro Mascagni és Ruggero Leoncavallo.
Ugyanakkor a leghíresebb énekesek is megfordultak Nápolyban és sokuk számára karrierjük kezdetét jelentette: Lucrezia Anguiari akit La Cochetta néven ismertek. Híres kasztráltak is felléptek: Caffarelli (Gaetano Majorano), Farinelli (Carlo Broschi), Gizziello (Gioacchino Conti) és még sokan mások Gian Battista Vellutival az utolsó kasztrált énekessel bezárólag. A San Carlo színpadán énekelt Manuel García és lánya Maria Malibran, Giuditta Pasta, Isabella Colbran, Giovanni Battista Rubini, Domenico Donzelli valamint két francia rivális Adolphe Nourrit és Gilbert Duprez.